# Marcantonio Bragadin (kardynał)
Marcantonio Bragadin (ur. w 1591 albo 1593 w Wenecji, zm. 28 marca 1658 w Rzymie) – włoski kardynał.

## Życiorys
Urodził się w 1591 albo 1593 roku w Wenecji, jako syn Antonia Bragadina i Cecilii Morosini. Po studiach uzyskał doktorat utroque iure i został referendarzem Trybunału Obojga Sygnatur. 28 września 1626 roku przyjął święcenia kapłańskie. 3 grudnia 1629 roku został wybrany biskupem Cremy, a osiemnaście dni później przyjął sakrę. Cztery lata później przeniesiono go do diecezji Cenedy, a w 1639 – do Vecenzy. 16 grudnia 1641 roku został kreowany kardynałem prezbiterem i otrzymał kościół tytularny Santi Nereo ed Achilleo. W okresie 1650–1651 pełnił funkcję kamerlinga Kolegium Kardynałów, a w 1655 roku zrezygnował z zarządzania diecezją. Zmarł 28 marca 1658 roku w Rzymie.